# 津福駅

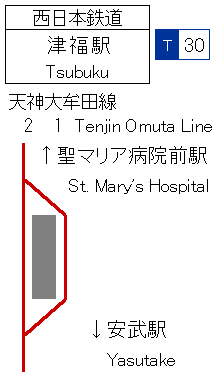
配線図

津福駅（つぶくえき）は福岡県久留米市津福本町にある西日本鉄道（西鉄）天神大牟田線の駅。駅番号はT30。
駅を西鉄福岡（天神）駅方面に300メートル先に進むと高架区間に入る。線路容量の関係上、福岡（天神）駅方面からの一部の列車がここで折り返す（2024年3月16日改正の平日ダイヤでは17時13分、17時43分福岡天神発）。なお、かつては当駅で折り返す列車（主に福岡発急行、久留米から普通）が多数設定されていた。

## 歴史
- 1921年（大正10年）11月1日：大川鉄道の駅として開業[1]。
- 1932年（昭和7年）12月28日：九州鉄道が乗り入れ。
- 1937年（昭和12年）
  - 6月22日：大川鉄道が九州鉄道 (2代)に吸収合併され、同社単独の駅となる。
  - 10月1日：当駅 - 大善寺間が1435mmに改軌・電化され、大牟田線に編入される。当駅 - 上久留米間は上久留米線に改称。
- 1942年（昭和17年）9月19日：九州鉄道などが九州電気軌道に合併され、同社の駅となる（3日後の9月22日に同社は西日本鉄道と改称）。
- 1948年（昭和23年）7月5日：上久留米線が休止（1951年（昭和26年）12月25日に正式に廃止）。
- 1974年（昭和49年）：駅舎改築。
- 2008年（平成20年）5月18日：ICカードnimoca供用開始。
- 2017年（平成29年）2月1日：駅ナンバリングを導入[2]。
- 2022年（令和3年）4月1日：駅集中管理システムを導入。無人化[3][4]。

## 駅構造
島式ホーム1面2線の地上駅。また、線路配置が、1線スルー方式となっており、特急などの速達列車は、すべて上りホーム（2番線）を通過する。
ホーム有効長は7両分ある。
| ホーム | 路線          | 方向 | 行先                     | 備考 |
| ------ | ------------- | ---- | ------------------------ | ---- |
| 1      | ■天神大牟田線 | 下り | 柳川・大牟田方面         |      |
| 2      | ■天神大牟田線 | 上り | 久留米・福岡（天神）方面 |      |

## 利用状況
2023年度の1日平均乗降人員は2,190人である。各年度の1日平均乗車および乗降人員は下表のとおり。
| 年度   | 1日平均 乗車人員 | 1日平均 乗降人員 |
| ------ | ---------------- | ---------------- |
| 2007年 | 1,447            | 2,907            |
| 2008年 | 1,372            | 2,775            |
| 2009年 | 1,334            | 2,699            |
| 2010年 | 1,310            | 2,647            |
| 2011年 | 1,268            | 2,569            |
| 2012年 |                  | 2,534            |
| 2013年 | 1,274            | 2,568            |
| 2014年 | 1,258            | 2,537            |
| 2015年 | 1,270            | 2,569            |
| 2016年 | 1,247            | 2,523            |
| 2017年 | 1,222            | 2,480            |
| 2018年 | 1,247            | 2,512            |
| 2019年 | 1,235            | 2,485            |
| 2020年 |                  | 1,947            |
| 2021年 |                  | 1,998            |
| 2022年 |                  | 2,100            |
| 2023年 |                  | 2,190            |

## 駅周辺
- 正進幼稚園
- 久留米津福本町郵便局
- 津福公民館
- 的場ゴム 津福工場
- 九州電気工業
- キムラヤ 久留米工場は木村屋が2017年1月31日廃業した後、フランソア久留米工場となった。
- 福岡県営住宅津福団地
- 久留米市営住宅津福団地[8]
- 西鉄バス：津福本町停留所（15番 - 通町・大川市方面）

## 隣の駅
西日本鉄道
■天神大牟田線
■特急・■急行
通過
■普通
聖マリア病院前駅（T29） - 津福駅（T30） - 安武駅（T31）

### かつて存在した路線
西日本鉄道
上久留米線（1948年休止・1952年廃止）
下久留米駅 - 津福駅
津福駅から以南、大善寺駅の先(ホームセンターグッデイ三潴店付近)までは旧大川鉄道の路盤が使用されており、線路の両側に住居が並ぶ光景は軽便鉄道であった雰囲気を色濃く残している。玉垂宮の安武駅寄りのカーブはRがきつかったことから、カーブが緩和され旧線より若干移動している。